# Breakers de La Nouvelle-Orléans
Ne doit pas être confondu avec Breakers de Portland.
Stade
Maillots
Les Breakers de La Nouvelle-Orléans  (en anglais : New Orleans Breakers) est une franchise professionnelle américaine de football américain basée à La Nouvelle-Orléans en Louisiane qui a évolué dans la division Sud de l'United States Football League (USFL) pendant deux saisons (2022 et 2023).
L'équipe jouait ses matchs à domicile au Protective Stadium et au Legion Field situés à Birmingham dans l'Alabama.

## Histoire
Le 22 novembre 2021, à l'occasion du show The Herd with Colin Cowherd (en) sur la Fox Sports 1, le présentateur annonce officiellement que les Breakers de La Nouvelle-Orléans seront une des huit franchises à prendre part à la nouvelle compétition de l'USFL.
Le 27 janvier 2022, lors du même show, Larry Fedora (en), entraîneur en NCAA, est désigné directeur général et entraîneur principal des Breakers. L'équipe termine la saison régulière avec un bilan de 6-4 et accède à la phase finale. Les Breakers y sont néanmoins battus 17 à 31 en finale de division Sud par les Stallions de Birmingham, futurs champions de la saison 2022.
Fedora décide ensuite de faire un pas de côté pour raisons familiales et il est remplacé le 10 novembre 2022 par John DeFilippo (en).

## Palmarès
| Saison | Entraîneur          | Saison régulière | Saison régulière | Saison régulière | Saison régulière | Saison régulière | Saison régulière | Saison régulière | Saison régulière                               | Phase finale                                                               |
| ------ | ------------------- | ---------------- | ---------------- | ---------------- | ---------------- | ---------------- | ---------------- | ---------------- | ---------------------------------------------- | -------------------------------------------------------------------------- |
| Saison | Entraîneur          | Nb               | V                | D                | N                | %                | +                | -                | Classement                                     | Phase finale                                                               |
| 2022   | Larry Fedora (en)   | 10               | 6                | 4                | 0                | 60,0             | 196              | 164              | 2e division Sud                                | Défaite 14-31 en finale de division Sud contre les Stallions de Birmingham |
| 2023   | John DeFilippo (en) | 10               | 7                | 3                | 0                | 70,0             | 237              | 184              | 2e division Sud                                | Défaite 22-47 en finale de division Sud contre les Stallions de Birmingham |
| Totaux | -                   | 20               | 13               | 7                | 0                | 65,0             | 433              | 348              | 0 titre, 2 matchs de phase finale (2 défaites) | 0 titre, 2 matchs de phase finale (2 défaites)                             |

## Records de franchise
| Statistique               | Joueur                 | Record          | Saison |
| ------------------------- | ---------------------- | --------------- | ------ |
| Yards gagnés à la passe   | McLeod Bethel-Thompson | 2 433 yards     | 2023   |
| Yards gagnés à la course  | Wes Hills (en)         | 679 yards       | 2023   |
| Yards gagnés en réception | Jonathan Adams (en)    | 883 yards       | 2023   |
| Bilan par entraîneur      | John DeFilippo (en)    | 7/10 victoires  | 2023   |
| Nombre de sacks           | Anree Saint-Amour (en) | 8 sacks         | 2023   |
| Nombre d'interceptions    | Vontae Diggs (en)      | 3 interceptions | 2023   |